# Unidade de Conservação Estadual Mata de Goiamunduba

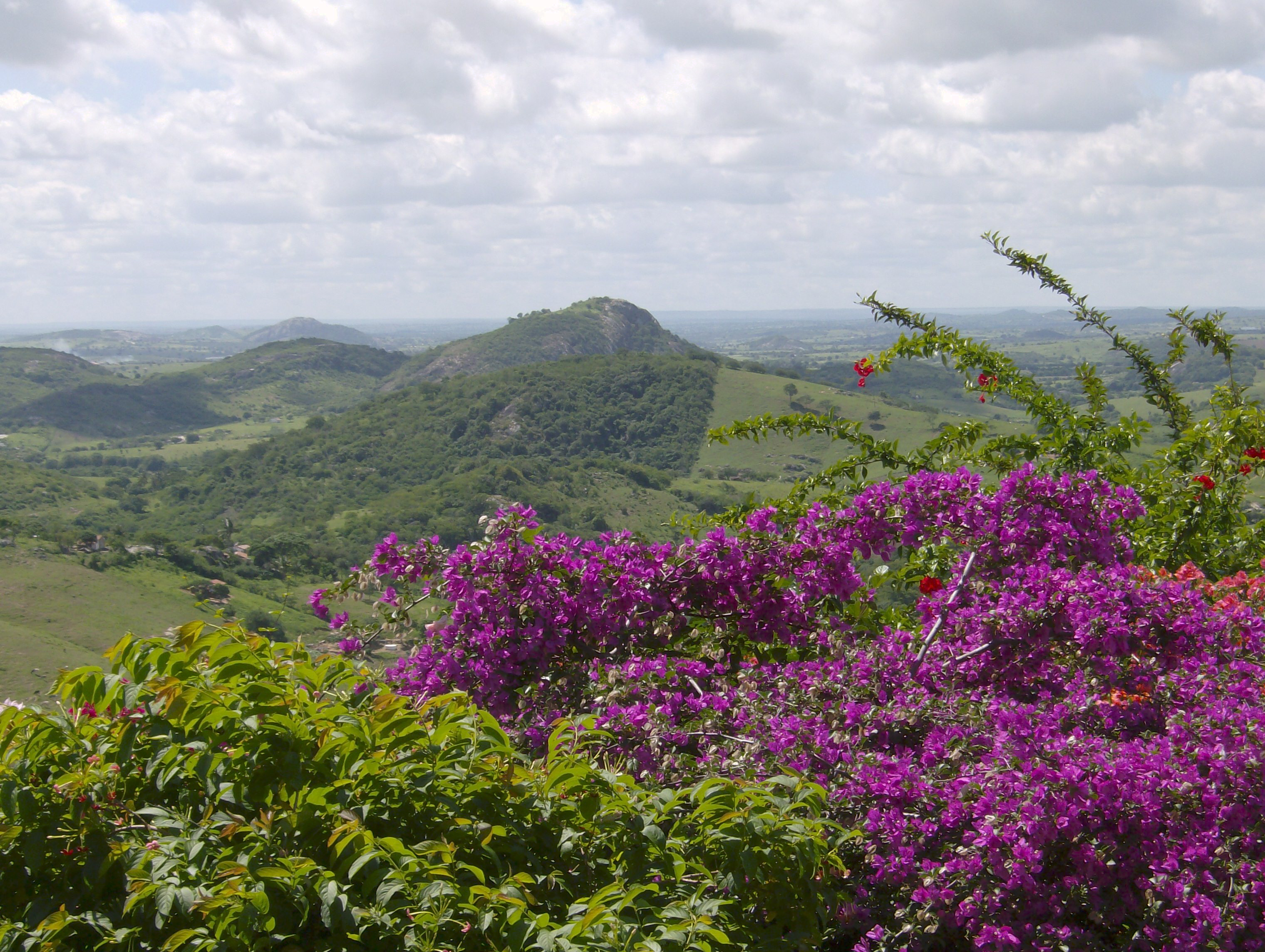
Região do Agreste paraibano

A Unidade de Conservação Estadual Mata de Goiamunduba está localizada no município de Bananeiras, estado da Paraíba, e apresenta uma dimensão total de 67,5 hectares de área não contígua.

## História
A área, que não sofre conflito pela posse de terra, visto pertencer ao governo do estado, foi decretada como Unidade de Conservação em 27 de dezembro de 2002 pelo do Decreto Estadual nº 23.833.
Sobre a origem do termo indígena Goiamunduba, no livro História da Paraíba, volume 1, de Horácio de Almeida, lê-se o seguinte trecho:
Goiamunduba: localidade do município de Bananeiras. [O termo] designa abundância de goiaba. Os língua tupinólogos derivam goiaba de acoyá ou acoyaba, mas Armando L. Cardoso afirma que é vocábulo de origem aruaca, de cujo étimo guaiava procede (Toponímia Brasílica, pg. 388).
A região já foi produtora de café, cultura que caiu em declínio por razões estratégicas e em virtude de pragas.

## Características
Localizada nos contrafortes do planalto da Borborema, a região tem temperatura anual amena, que gira em torno dos 22° Celsius, com cchuvas relativamente abundantes no decorrer do ano. Fisiologicamente, caracteriza-se como uma área de Mata Atlântica de brejo de altitude, onde existem flora com espécimes raros uma avifauna variada.

## Turismo
A reserva de Goiamunduba é um centro turístico municipal, onde se pode observar densa vegetação dos fragmentos que restaram da mata serrana original. Por ser uma ARIE (área de relevante interesse ecológico), há possibilidade de trilhas na mata, com passeios para vislumbrar o relevo da região, as nascentes do rio Goiamunduba, a lagoa do Encanto, as ruínas da Casa do Senhor de Engenho e a Casa de Farinha.